# Andrea Cornaro
Andrea Cornaro (fallecido en 1323) de la Casa de Cornaro, fue un veneciano y cretense, barón de Kárpatos. Fue el esposo de María dalle Carceri, heredera de una sexta parte de Eubea y viuda de Alberto Pallavicini, y cogobernó la mitad del Marquesado de Bodonitsa hasta su muerte.
Después de la muerte de Alberto Pallavicini en 1311, Bodonitsa estaba dividido entre su esposa María y su hija Guillermina. Esta última se casó con Bartolommeo Zaccaria. Cornaro fue buscado por María con el fin de defender sus derechos y de su hija en Bodonitsa en vista de la reciente batalla del río Cefiso, que había volcado por completo la estructura política de la Grecia franca. Se casó con María en 1312.
Cornaro tendía a residir en Eubea. Tuvo que resistir una invasión de la Compañía Catalana y el Ducado de Atenas bajo Alfonso Fadrique. Durante esa guerra, Bartolommeo fue capturado y llevado a una prisión siciliana. En 1319, Cornaro, con Venecia, hizo un tratado con los catalanes. Se vio obligado a pagar un tributo anual de cuatro corceles al vicario general de Atenas. Cuatro años más después, murió.